# Polypodium ceteraccinum
Polypodium ceteraccinum là một loài dương xỉ trong họ Polypodiaceae. Loài này được Michx. mô tả khoa học đầu tiên năm 1803.
Danh pháp khoa học của loài này chưa được làm sáng tỏ. 

## Hình ảnh

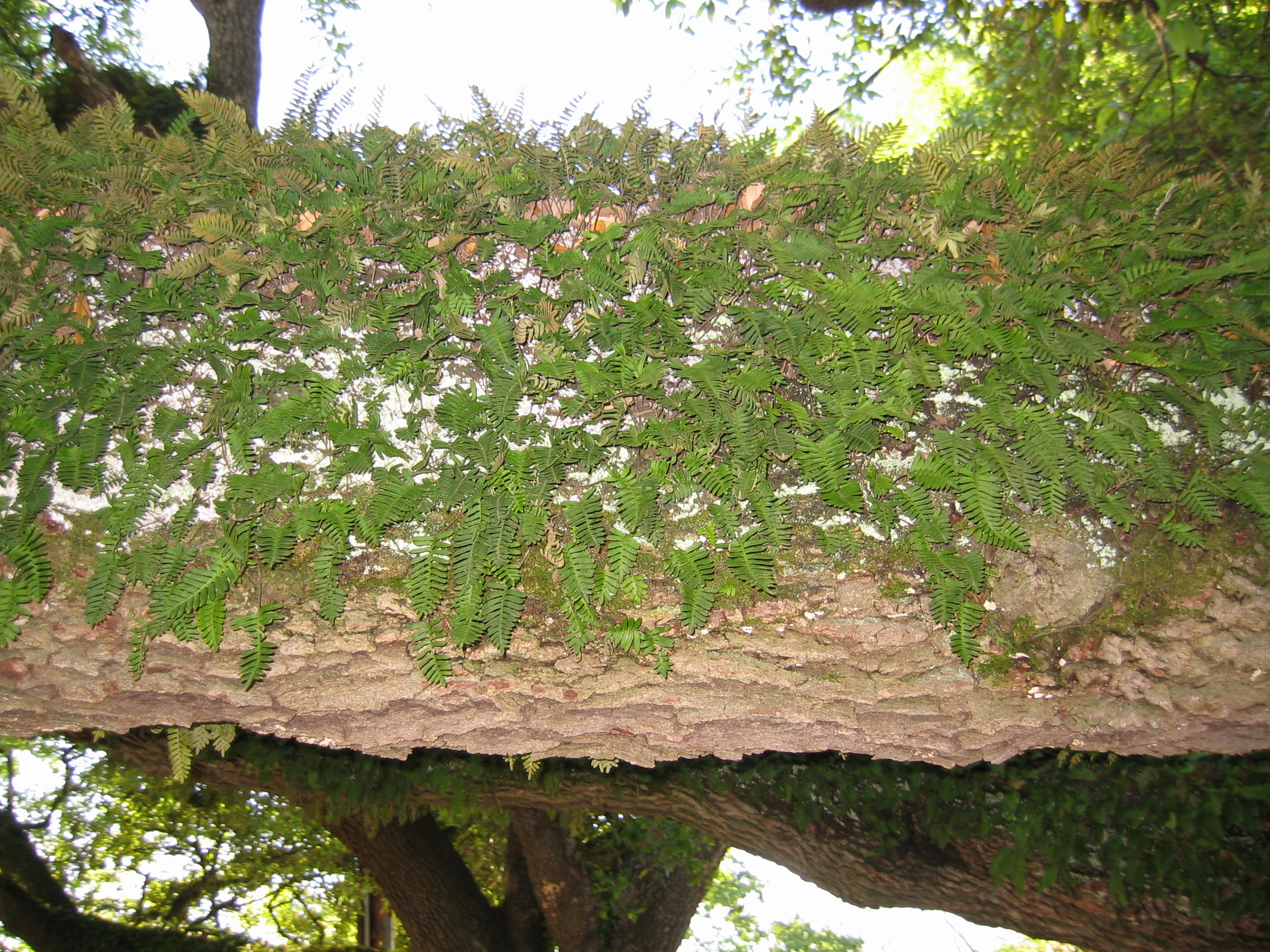
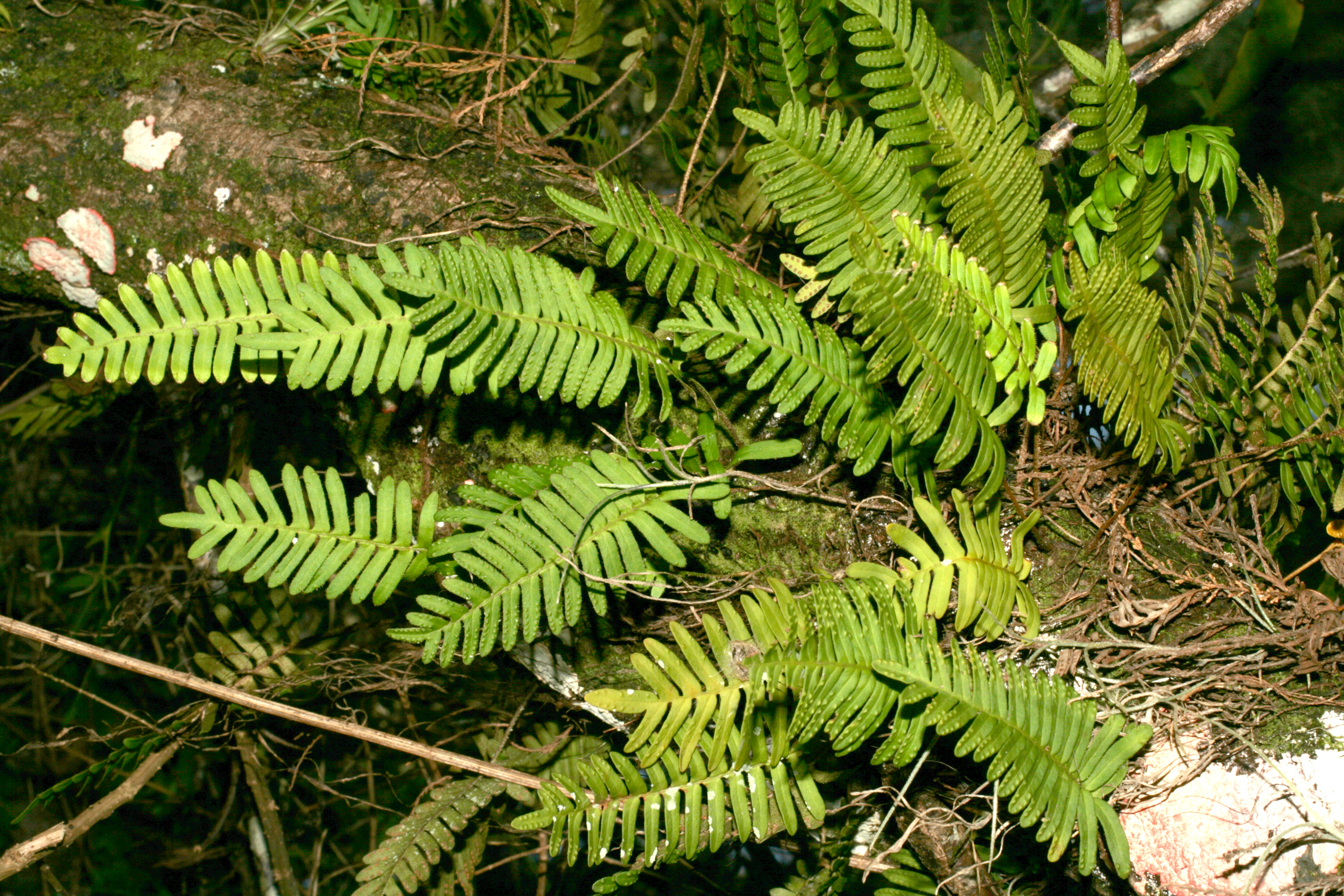